# Charles-Gaspard Toustain de Richebourg
Pour les articles homonymes, voir Toustain.
Charles-Gaspard de Toustain, seigneur de Richebourg, connu sous le nom de vicomte de Toustain-Richebourg, est un militaire et écrivain français, censeur royal dans les dernières années de l'Ancien Régime, né à Pithiviers-en-Gâtinais le 7 juillet 1746 et décédé le 1er septembre 1836 à Saint-Martin-du-Manoir.

## Biographie
Fils de Gaspard-François Toustain de Richebourg et de sa seconde épouse, Élisabeth de Féra de Rouville, il est page du roi en la Grande Écurie (7 mai 1760-1er juillet 1763). Entré au régiment de Royal-Lorraine en 1763, il est nommé successivement sous-lieutenant (1765), sous-aide-major et capitaine commandant, avant de devenir capitaine au corps des carabiniers en janvier 1770, puis major de cavalerie en 1774,,.
À 17 ans, il se fait connaître dans le métier des lettres par un couplet en vers à Voltaire. Entré à l'âge de vingt ans à l'Académie de Cherbourg, il fait paraître un Essai sur l'histoire de Normandie exprimant l'orgueil de sa famille de remonter sa filiation jusqu'à la première féodalité normande.
Le 10 janvier 1769, il épouse Angélique-Émilie-Perrine du Bot de la Grignonnaye, dame de la Grée de Callac, d'une famille noble bretonne, avec l'agrément du roi et sous la protection du duc d'Orléans. Celle-ci lui donne plusieurs enfants : Louis-Philippe, né en 1770 et décédé le 27 octobre 1773, filleul du duc d'Orléans et de la duchesse de Chartres, Julie-Constance-Eugénie, née en 1772, morte elle aussi en bas âge, filleule de la comtesse de Brionne et de son fils le prince de Lambesc,,, Camille-Turstin-Mériadec, né le 15 juillet 1773 à Augan,, Félix-Henri, né en 1777, François-Joseph-Henri, né le 6 février 1780, et Eugénie-Caroline, née le 26 août 1782.
Venu se fixer en Bretagne en 1774, il est reçu comme membre de la noblesse aux États de Bretagne, où il joue un rôle actif dans la défense des privilèges de la province,. Censeur royal de la Librairie de 1783 à 1790, chevalier de Saint-Louis en 1789, il se lie à Nicolas Edme Restif de La Bretonne, dont il paraphe Les Veillées du Marais le 15 février 1785 et La Paysanne pervertie en mars, et auquel il confie des sujets pour ses Contemporaines.
Sous la Révolution, il se propose comme otage en faveur de Louis XVI après l'affaire de Varennes, puis adresse au Comité de législation, le 19 octobre 1792, un mémoire tendant à empêcher la mort de Louis XVI. En septembre 1793, il envoie au même comité une protestation contre les « arrestations arbitraires ». Mis en prison après s'être porté caution volontaire de l'emprunt de Vendée, il est libéré en 1794, avant d'être incarcéré de nouveau, pour peu de temps, en 1796 et 1797. Il se retire en 1800 dans sa terre de Saint-Martin-du-Manoir.
Après avoir accueilli avec faveur le coup d'État du 18 brumaire, il accepte sous l'Empire les fonctions de colonel de la 11e légion nationale du département de Seine-Inférieure. Plus tard, il se rallie avec enthousiasme à la Restauration, dont il sollicite en vain la Légion d'honneur, et meurt à Saint-Martin-du-Manoir en septembre 1836,.

## Œuvres
- Famille de Toustain-Fronteboscq
- Essai sur l'histoire de Normandie, depuis l'établissement du premier duc Rollon ou Robert 1er, jusqu'à la bataille d'Hastings, inclusivement, Amsterdam et Rouen, Machuel, 1766, in-12.
- Mes rêves, Amsterdam (Bruxelles), 1772, in-12.
- Projet sur la suppression de la mendicité, 1772, in-14.
- Pro aris et focis (Mémoire ou Canevas d'un projet à proposer aux États de Bretagne pour le paiement de la corvée), Philadelphie d'Armorique, 1776, in-12.
- Précis historique, moral et politique sur la noblesse française, Amsterdam, M. Rey, 1777, in-12.
- Les Aventures d'Alcmine, roman pastoral-héroïcomique, suivies de l'Histoire d'Hyacinthe, féérie morale, et de quelques poésies fugitives, Londres et Paris, Valade, 1778, in-12.
- Vie du comte de Chabo, lieutenant-général des armées du roi, écrite sur ses journaux et ses correspondances militaires, Londres et Paris, Guillot, 1782, 92 p., in-12 (lire en ligne).
- Règlement ou État de l’ordre de Limbourg ou du Mérite, 1784, in-8o.
- Règlement ou État des chevaliers de l'ordre chapitral d'ancienne noblesse, 1784, in-8o.
- Précis historique sur le comte de Lanoue de Vair, par un major de cavalerie, Rennes, 1782, in-8o (réimprimé dans le Journal militaire, Paris, Valleyre, 1784, in-12, tome 1, p. 361 et suivantes).
- Morale de Moïse, pour servir de suite à la Collection des moralistes anciens, Rome et Paris, Lamy, 1784, in-12 ; 1785, in-24.
- Morale des rois, puisée dans l'éloge du père du peuple, pour servir de suite à la Collection des moralistes anciens, par le rédacteur de la « Morale de Moïse », 1785, in-8o.
- Essai sur l'histoire de Neustrie, ou de Normandie, depuis Jules César jusqu'à Philippe-Auguste, suivi d'une esquisse historique de la province, de 1204 à 1788, Paris, Desenne, 1789, 2 volumes, in-12 (réédition de l'Essai sur l'histoire de Normandie).
- Lettres de Théotime le philanthrope à madame la comtesse de B***, sur quelques objets de littérature et de morale, Londres et Paris, Cailleau, 1789, in-8o.
- Éclaircissements à l'amiable entre la noblesse et le tiers état, Paris, les marchands de nouveautés, 1789, in-8o.
- Lettre à M. l'abbé Brisard, sur la conservation des trois ordres, et destruction de leur rivalité, Paris, Desenne, 1789, in-8o.
- Sur les troubles d'une célèbre monarchie, 1790, in-8o.
- Offrande aux Français de quelques actes de notoriété, de conservation, de prévoyance et de résignation, renfermant beaucoup de particularités intéressantes, non seulement pour les gentilshommes de l'Europe, mais pour tous les hommes vivant en société, etc., Paris, Belin, 1791, in-8o.
- Réalités des figures de la Bible, Paris, Le Clerc, 1797, in-8o.
- Vues d'un Français sur les preuves de noblesse, et, par occasion, sur divers objets religieux, politiques, moraux, civils et militaires, tels que le clergé, les deux chambres, la force armée, quelques livres, variétés, etc., avec deux épigraphes tirées de l'Écriture sainte, selon le latin de la vulgate, Paris, Leclère et Petit ; Rouen, Frère et Renault, 1816, in-8o, 320 pages (Éclaircissements, corrections et table du livre précédent, Paris et Rouen, les mêmes, 1817, in-8, 64 pages).
- À Monsieur le chevalier Alexandre Drudes de la Tour et de Campagnolles, dont j'ai l'honneur d'être le confrère en patriotisme royaliste et chrétien comme en l'ordre royal et militaire de Saint-Louis, Paris, Leclère et Petit, 1819, in-8o, 32 pages.
- Scie d'Harfleur, extrait d'une réponse du colonel vicomte de Toustain de Richebourg, à la question de plusieurs de ses concitoyens du Havre et d'Harfleur, Le Havre, Imprimerie de Faure, 1824, in-8o, 24 pages.
- Sur la Scie d'Harfleur, Le Havre, Imprimerie de Faure, 1825, in-8o, 32 pages.
- Idées civiques concernant quelques beautés, défauts, erreurs, errata, corrections, théories et pratiques de plusieurs États, coïncidences, productions, circonstances, opérations, et de quelques principes essais ou systèmes, tant accueillis que repoussés, tant admis que rejetés, dans plusieurs États et gouvernements représentatifs, et dans plusieurs chambres, Le Havre, Chapelle, 1832, in-8o, 36 pages.